# Johnsonella
Johnsonella es un género de bacterias gramnegativas de la familia Lachnospiraceae. Actualmente (2023) sólo contiene una especie: Johnsonella ignava. Fue descrita en el año 1994. Su etimología hace referencia al microbiólogo estadounidense Johnson L. Johnson. El nombre de la especie hace referencia a inactiva. Es inmóvil, anaerobia estricta y no fermentadora. Forma células de 0,8 μm de ancho por 3,7-6,4 μm de largo y crece individual o en pares. Las colonias en agar sangre son blancas, lisas y convexas. Catalasa y oxidasa negativas. Se ha aislado de la cavidad gingival, en personas con gingivitis y periodontitis, por lo que podría relacionarse con estas enfermedades.  